# Euphranta quatei
Euphranta quatei är en tvåvingeart som beskrevs av Hardy 1983. Euphranta quatei ingår i släktet Euphranta och familjen borrflugor. Inga underarter finns listade i Catalogue of Life.